# Barbara Kent
Barbara Kent   (Gadsby, 16 de desembre de 1907 - Palm Desert, 13 d'octubre de 2011), nascuda amb el nom de Barbara Cloutman, va ser una actriu canadenca que va destacar principalment al cinema mut. Va ser una de les últimes supervivents d'aquell període cinematogràfic.

## Biografia
Filla de Jullion Curtis i Lily Louise (Kent) Cloutman, va néixer al poble de Gadsby, a la província canadenca d'Alberta, i va guanyar el concurs Miss Hollywood Pageant l'any 1925. Va acabar els seus estudis secundaris a l'Escola Superior de Hollywood, al voltant de 1924. Tot i no haver gaire experiència d'actuació pràcticament, ni tan sols en les obres teatrals de la seva escola, va ser contractada per Universal Studios (fundada el 1912) per un petit paper de cinema. Per a això, va prendre una sèrie de classes d'actuació. Després fou reconeguda com a actriu, davant d'estrelles com a Reginald Denny. L'any 1926 en Flesh and the Devil, de Clarence Brown, va acompanyar la reconeguda Greta Garbo (que interpretava una malvada vampiressa) i John Gilbert, mentre que la trama incloïa el gènere romàntic.

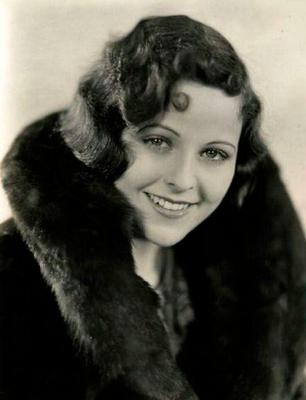
Barbara Kent a una foto d'estudi

L'any 1927, any en què va rodar quatre pel·lícules, va cridar l'atenció en No Man´s Law on va nedar nua. El fet va causar una gran controvèrsia i venda d'entrades, però la pròpia actriu va haver de confessar que al moment d'aquesta escena utilitzava un vestit de bany color pell. També hi va compartir cartell amb el còmic Oliver Hardy, que va encarnar un vilà en aquesta ocasió. La seva popularitat havia crescut tant, que va formar part del reeixit grup de les WAMPAS Baby Stars de 1927. L'any 1929 van començar a intercalar en les pel·lícules petites transmissions sonores, per la qual cosa Kent va prendre classes de cant per modificar algunes dificultats en la seva veu. Després, va protagonitzar amb Harold Lloyd la comèdia Welcome Danger. Aquest paper, juntament amb el qual va fer en Feet First, de 1930, la van consagrar definitivament.
Posteriorment es va lluir en l'adaptació de Vanity Fair (1932), amb la protagonització estel·lar de Myrna Loy i a direcció de Chester M. Franklin. Amb 78 minuts de durada, va ocupar el paper d'Amelia Sedley. Va rebre importants elogis de la crítica cinematogràfica per Oliver Twist (1933), on va fer la tia materna del protagonista de la història escrita per Charles Dickens. L'any 1932 va casar-se amb l'agent i productor cinematogràfic Harry I. Edington, divuit anys més gran que ella. Al llarg de la primera part de la seva carrera, va participar en 31 pel·lícules, com Prowlers of the Night (1926), The Drop Kick (1927), Night Ride (1930), Grief Street (1931), Beauty Parlor (1932), entre d'altres.
Després d'un període d'inactivitat d'un any, va retornar al mitjà amb Rockless Decision, amb ajuda del seu espòs. No obstant això la seva popularitat havia minvat i es va veure obligada a complir altres rols més petits. El seu espòs amb gairebé 61 anys va morir el 1949, sis diesabans del seu aniversari i es va enviduar als 42 anys. Després del decés del seu marit va abandonar definitivament el món de l'espectacle. Després es va casar amb Jack Monroe i va prendre el nom de Barbara Monroe.
Va ser una de les últimes supervivents del període mut del cinema americà i, als seus 103 anys, va ser considerada fins a la seva mort la figura del cinema més longeva, precedida per Katharine Hepburn (1906-2003), Gloria Stuart (1910-2010), Miriam Seegar (1907-2011), Mary Carlisle (1912-) i Anita Page (1910-2008). Des del seu retir definitiu, no va concedir cap intervista i se'n sap poc o gaire d'aquesta època de la seva vida. L'any 2004, amb 98 anys, es va saber que residia en una residència al municipi de Sun Valley a l'estat d' Idaho. Va morir el 13 d'octubre de 2011.

## Filmografia

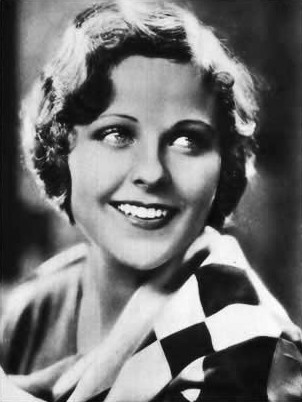
Barbara Kent a Photoplay

- Flesh and the Devil (1926)
- Prowlers of the Night (1926)
- The Lone Eagle (1927)
- No Man's Law (1927)
- The Small Bachelor (1927)
- The Drop Kick (1927)
- Modern Mothers (1928)
- Stop That Man (1928)
- That's My Daddy (1928)
- Lonesome (1928)
- Welcome Danger (1929)
- The Shakedown (1929)
- Night Ride (1930)
- Dumbbells in Ermine (1930)
- Feet First (1930)
- What Men Want (1930)
- Freighters of Destiny (1931)
- Chinatown After Dark (1931)
- Grief Street (1931)
- Indiscreet (1931)
- Self Defense (1932)
- Pride of the Legion (1932)
- Emma (1932)
- No Living Witness (1932)
- Beauty Parlor (1932)
- Vanity Fair (1932)
- Marriage on Approval (1933)
- Her Forgotten Past (1933)
- Oliver Twist (1933)
- Reckless Decision (1933)
- Swellhead (1935)
- Guard That Girl (1935)